# Pałac w Bílej Vodzie

Plan otoczenia pałacu

Pałac w Bílej Vodzie (czes. Zámek Bílá Voda, niem. Schloss Weißwasser) – niewielka posiadłość z pałacem zbudowanym w XVII w. wraz założeniem parkowym i zapleczem w pobliżu czeskiej wsi Bílá Voda (powiat Jeseník), tuż przy granicy z Polską. Najbardziej znaną właścicielką była w latach 1854–1883 królewna Marianna Orańska. Obecnie w pałacu znajduje się państwowy szpital psychiatryczny.

## Położenie
Teren, na którym stoi pałac, przylega bezpośrednio do granicy polsko-czeskiej na obszarze wcinającym się wąskim cyplem w obszar Polski, tak zwanym worku Javornickim. Stoi na wysokości około 370 m n.p.m. na wypłaszczeniu zbocza niewielkiego wzniesienia, będącego jedną z kulminacji Pasieki (541 m n.p.m.) w Górach Złotych, nieopodal głębokiej dolny rzeki Bílá voda w Polsce zwanej Kamienicą. Wzniesienie jest pierwszym, które wznosi się ponad płaskim Przedgórzem Paczkowskim, co zapewnia szeroką panoramę na Przedgórze Paczkowskie, Obniżenie Otmuchowskie i fragment Gór Złotych obejmujące okolice Złotego Stoku, Paczkowa oraz Javorníka.
Centrum wsi oddalone jest od pałacu o około 2 km. Przed budynkiem znajduje się przystanek autobusowy będący ostatnim na trasie prowadzącej tu z Javornika.
Pałac otacza stary park otoczony w głównej części murem. Na terenie parku znajdują się dwie rzeźby z piaskowca postawione w latach 60. XVIII w. przedstawiające św. Floriana i św. Wendelina oraz pamiątkowa kolumna upamiętniająca cesarza Józefa II. Od zachodu za budynkami gospodarczymi park przechodzi w teren leśny. Tam też położony jest niewielki staw.

## Historia

### Początki pałacu
W źródłach historycznych brak jest dokładnych danych dotyczących okoliczności wzniesienia pałacu w Bílej Vodzie. Po raz pierwszy wymieniany jest w 1691 r. w urbarzu spisanym, gdy tamtejsza posiadłość rycerska była własnością Franciszka Karola von Lichtensteina-Castelcorna, arystokraty pochodzącego z Alzacji, właściciela nieodległego majątku Doboszowice:
Leży całkiem blisko gór, stoi tam i pięknie zbudowana rycerska siedziba, wzniesiona całkowicie z kamienia, 21 łokci (36,6 m) długa i 7,5 łokci (13 m) szeroka. Na prawo od wejścia znajduje się jadalnia i komora, na lewo dwie świetlice i dwie komory. Górne piętro nie jest jeszcze dobudowane i służyć będzie jako spichrz. Na wschód od zameczku stoi obora i dom czeladzi, na południe stodoły, stajnie i owczarnia na 450 owiec. Powierzchnia całego majątku obejmuje 10 małdrów (37 ha), a oprócz 7 koni trzymano jeszcze 23 krowy.
Budynek był wówczas skromnym dworem, przypuszczalnie o charakterze myśliwskim. Nie ma na to udokumentowanych źródeł, ale świadczyć o tym może nazwa Jagdschloß używana w odniesieniu do pałacyku również w późniejszych czasach. Jeszcze w końcu XVII w. polowano w tutejszych lasach na jeleninie, niedźwiedzie oraz dziki, co dowodzi łowieckiej zasobności okolicy. Budynek w końcu XVII w. miał dość skromny wygląd. Tylko główna sala oraz przedsionek posiadały ozdobne, drewniane stropy. Wejście znajdowało się od strony dzisiejszego ogrodu.
Dwór zapisał się wówczas w historii jako miejsce, w którym 20 października 1742 r. podpisano protokół o nowym przebiegu granicy między Królestwem Pruskim a Austrią. Fakt ten rzutował na przebieg współczesnej granicy polsko-czeskiej, której kształt pokrywa się, z niewielkimi zmianami, z ustaleniami z tamtych czasów.

### Zadłużenia i spory w XVIII w.

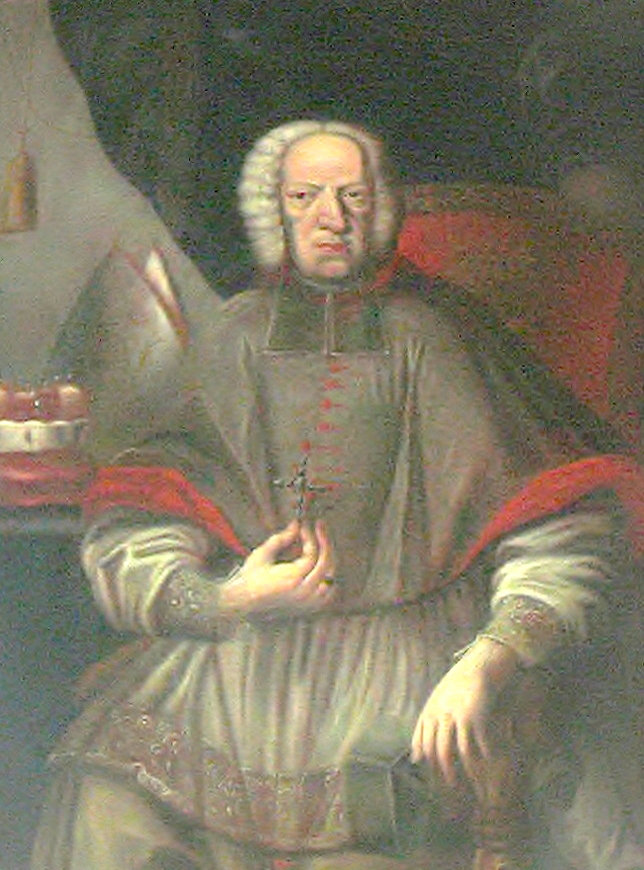
Jakob Ernst von Liechtenstein-Kastelkorn

Kolejnym właścicielem był syn Franciszka Karola, biskup Jakob Ernst von Liechtenstein-Kastelkorn, który w Bílej Vodzie ufundował kolegium pijarów. Po nim w 1747 r. odziedziczył pałac jego szwagier hrabia Karol Otto von Salm. Z tamtych czasów pochodzi przekaz o krótkim pobycie w pałacu cesarza Józefa II. 31 sierpnia 1779 r. przez pół godziny miał on przypatrywać się z północno-zachodniego krańca parku krajowi należącemu dawniej do jego matki Marii Teresy. W miejscu tym ustawiona jest pamiątkowa kolumna stojąca do dziś z zachowaną inskrypcją:
Roku 1779 31 sierpnia Jego cesarsko-królewska apostolska wysokość Józef II, nasz najmiłościwszy cesarz, w obecności pana generała Brauna i jego wysokości pułkownika Boye podczas przeglądu granicy państwowej wobec kilku osób z Jańskiej Góry szczęśliwie dotarli z miasteczka Bílá Voda o godzinie w pół do piątej po południu i spędzili pół godziny na oglądaniu kraju.
Majątek kilkukrotnie zmieniał właścicieli. W 1794 r. był nim hr. Antoni von Schlegenborg z Doboszowic k. Paczkowa, a w 1802 r. hr. Otto von Haugwitz, który nabył go za 130 tys. złotych talarów. Obaj szlachcice pochodzili z pruskiego Śląska i obaj stopniowo zadłużali hipotekę posiadłości, której obciążenie w końcu sięgnęło 70 tys. złotych talarów. Doprowadziło to do zlicytowania majątku w 1818 r. Za sumę 70 tys. florenów nabył go emerytowany rotmistrz, hrabia Ludwik d’Ambly oraz jego żona Agnieszka Bettina. Małżeństwo było uciekinierami, które w Berlinie schroniło się przed rewolucją francuską 1793 roku (ich tytuły szlacheckie potwierdzono w 1822 r. w Austrii).
Po śmierci hrabiego w 1839 r. wdowa wdała się w ciągnący się przez lata spór z miejscowymi chłopami. W czerwcu 1848 r. chłopi wtargnęli do dworu Bílej Vodzie siłą i wymusili na dziedziczce podpisanie ugody. Przyniosło to jednak taki skutek, że dla zaprowadzenia porządku przysłano wojsko w liczbie 100 żołnierzy, które zostało zakwaterowane u chłopów uznanych za prowodyrów zajścia. Sytuacja uspokoiła się, jednak specjalna komisja, powołana dla rozstrzygnięcia sporu, uznała ostatecznie winę hrabiny. Agnieszka Bettina zmarła w 1851, a dwa lata później jej córka (nieznana z imienia) wystawiła klucz na sprzedaż w 1853 r.

### Marianna Orańska i jej spadkobiercy

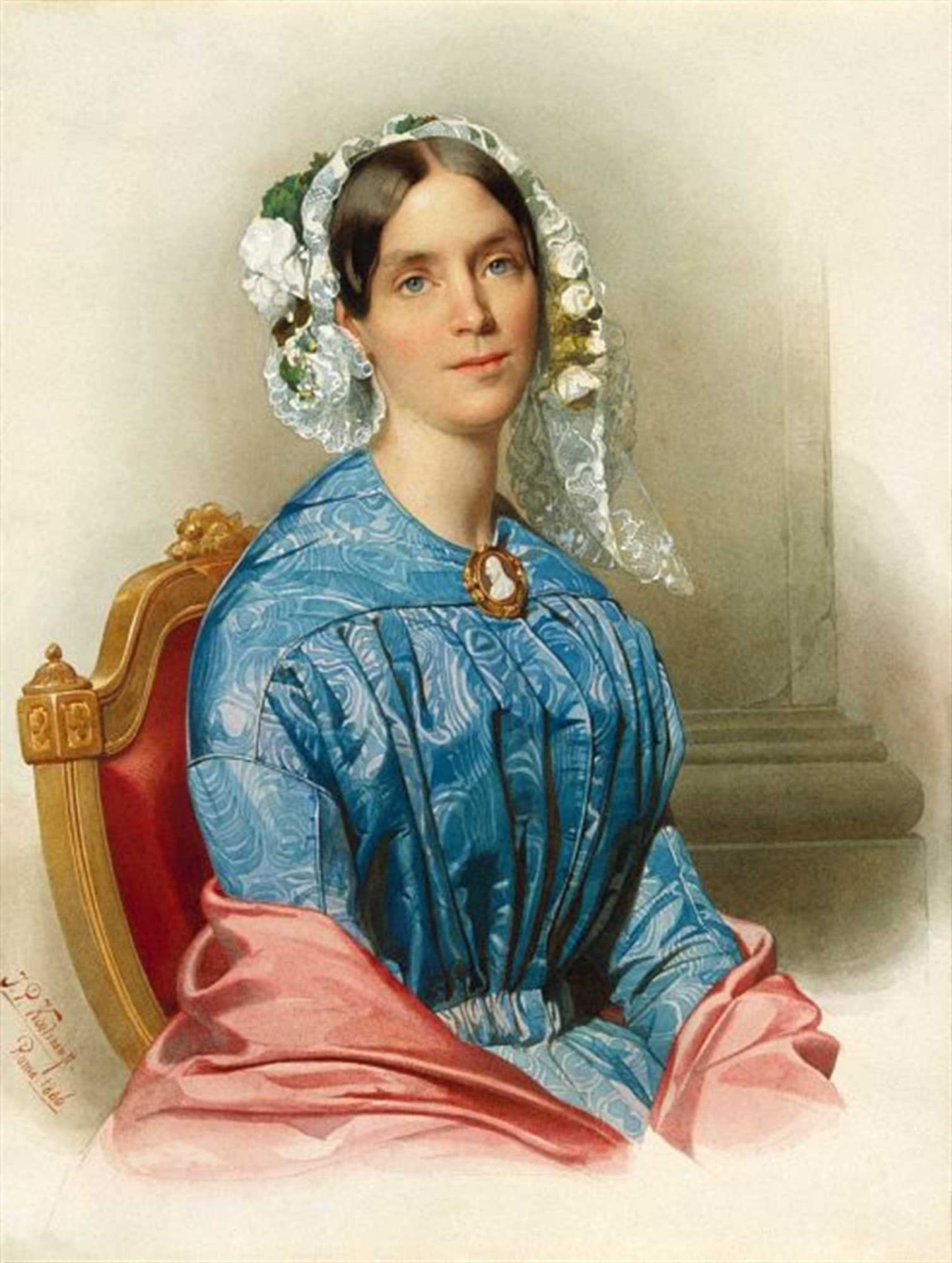
Królewna Marianna Orańska

W 1854 r. z okazji do nabycia posiadłości wraz z pałacykiem skorzystała królewna Marianna Orańska. Była ona właścicielką dóbr leżących nieopodal, po drugiej stronie granicy: klucza strońskiego oraz majątku w Kamieńcu Ząbkowickim. Zakup Bílej Vody był dla niej wybawieniem z dużych kłopotów. Jako kobieta rozwiedziona z członkiem rodziny królewskiej była w Prusach persona non grata i otrzymała zakaz przebywania w Królestwie Pruskim dłużej niż 24 godziny. Oba wymienione wcześniej dobra leżały w jego granicach. Ówczesny majątek rycerski Weißwasser leżał od nich o kilkanaście kilometrów, tuż za granicą i świetnie spełniał rolę rezydencji, z której można było zarządzać włościami. Przejazd przez granicę był kilkaset metrów od pałacu (nota bene w tym samym miejscu od roku 1995 do przyjęcia układu z Schengen funkcjonowało polsko-czeskie przejście małego ruchu granicznego). Cena, jaką zapłaciła wówczas Marianna Orańska wyniosła 175 tys. pruskich talarów.
Królewna już po pierwszych wizytach przystąpiła do energicznej rozbudowy pałacu i upiększania założenia parkowego. Choć brak jest źródeł, przypuszcza się, że projekt pałacu jest dziełem architekta Ferdynanda Martiusa, którego wówczas Marianna zatrudniała do budowy pałacu w Kamieńcu Ząbkowickim. Po roku gotowe były piętra na skrzydłach oraz wieżyczka w głównym budynku. Całości nadany został historyzujący wygląd. W ogrodzie stanął „domek kawalerski”, dom ogrodnika i oranżeria. Urządzono również strzelnicę, odnowiono wnętrza pałacu, wymieniono pokrycia dachu. Ogród ułożono w modnym w tamtych czasach stylu angielskim.
W trakcie trwającej rozbudowy Marianna poszerzyła klucz Bílá Voda odkupując od spadkobierców hrabiny d’Ambly dwa szefle (ok. 0,55 ha) ziemi: w Kamienicy wraz z budynkami i wapiennikiem, w Błotnicy i Złotym Stoku. W latach 1860–1883 klucz był w dalszym ciągu poszerzany o kolejne zakupy (m.in. wapiennik w Złotym Stoku).
Wiadomo, że pałac w Bílej Vodzie był częstym miejscem wypoczynku Marianny, jej rodziny i znajomych z Berlina. Służyła temu również założona przez nią w pobliżu stadnina koni. Marianna zapisała się również w dobrej pamięci mieszkańców rozwijając gospodarczo okolicę. Ufundowała szkołę w miasteczku otwartą 27 kwietnia 1873 r. oraz przez lata znacznymi kwotami wspierała budowę kościoła ewangelickiego w Jesioniku. Dobroczynność kontynuowała również jej córka, która była fundatorką miejscowego przytułku.
Po śmierci królewny Marianny Orańskiej pałacyk i klucz przypadł w spadku jej córce Aleksandrynie, żonie księcia Wilhelma z Meklemburgii-Schwerinu. Aleksandryna powiększała majątek w dalszym ciągu, a za jej sprawą pałac otrzymał ostateczny, znany dzisiaj wygląd. Zmianie uległ park – najstarsze zachowane do dzisiaj fragmenty pochodzą najpewniej z tego okresu. Kolejną właścicielką stała się w 1906 księżna Charlotta Reuß zu Köstritz, córka Aleksandryny, która przekształciła całe tutejsze dobra w 800-hektarowy majorat z 700-hektarowym lasem.

### Pałac w XX wieku
W 1917 r. całość dóbr w Bílej Vodzie została sprzedana Józefowi i Frydzie Kutzom. W 1934 sprzedali oni pałac bogatemu wrocławskiemu kupcowi, Żydowi Maxowi Weissowi, który w obliczu faszyzacji życia i rozwoju antysemityzmu w Niemczech zdecydował się przenieść do Czechosłowacji. Po zajęciu przez Niemców Sudetenlandu w październiku 1938 r. został on zmuszony do odsprzedania Bílej Vody państwu niemieckiemu (sam wraz z żoną wyjechał do Pragi, gdzie wkrótce popełnili oboje samobójstwo). Ziemię i pałac nabył następnie Johannes von Welczeck jun., syn hrabiego Johannesa von Welczka z Wilczków, ambasadora III Rzeszy w Madrycie i następnie w Paryżu.
Podczas II wojny światowej w pałacu urządzono szpital. Pamiątką po nim jest krzyż znajdujący się w parku. W 1945 r. majątek przejęło państwo czechosłowackie. W pałacu urządzono najpierw posterunek straży granicznej, a w latach 1950–1952 dziecięce sanatorium. Po zakończeniu wojny domowej w Grecji (1949 r.) przez pewien czas przebywała w nim grupa greckich dzieci z rodzin związanych z Demokratyczną Armią Grecji. W roku szkolnym 1952/53 przekształcono sanatorium w ośrodek wypoczynkowy dla pracowników szkół wyższych, a następnie w zakład psychiatryczny, nastawiony głównie na leczenie alkoholizmu. Szpital (oficjalna nazwa: Psychiatrická nemocnice Marianny Oranžské Bílá Voda) funkcjonuje do dziś. Obiekt nie jest dostępny do zwiedzania.